# 偽典
偽典或稱偽經（Pseudepigraphos），意為「托名假造之作品」，亦作秘經（希臘語：απόκρυφα）。在基督宗教，因教父時期為了系統化神學內容以回應異端的挑戰，乃將整個基督宗教（包含它前身猶太教時期）的經典分為正典、次經與偽經三個層級。正典是完全可靠的經典，現在通用的拉丁版聖經便是在這一次的集結中定本。「次經」是一些作者還不能完全確定的作品，次經的內容通常無損於正統神學的內涵，因此仍有參考的價值。最後一個級等的「偽經」便是指那些「次經以外的著名」，內容是一些未能確定真偽的著作，或是不符合正統神學。
個別宗派會將不合己意或者是在他們的哲學體系中難以相容的經典斥為「偽經」，故「偽經」的判別並沒有完全一致的結論，也沒有完全排除「偽經」的時間點可做為正典時期的起點。一個例子是：《以諾書》本來是正典之一，但後期被列作偽經。不過，由於基督宗教傳入埃塞俄比亞時，《以諾書》仍然是正典的一部份，當地部份教會到現在還把《以諾書》列為正典的一部份。
基督宗教的《偽經》是一些從西元前200年到西元後200年猶太著作的通稱。其中一些著作可能是冒亞當、以諾、摩西和以斯拉等人寫的，故稱之為《偽經》。《偽經》以傳統故事、啟示性的異象、異夢等形式出現，其目的是要幫助正經歷異常困苦的猶太人堅守信仰。由於其所記載的事有的怪誕離奇，有的含錯誤的教義，所以猶太人拒絕將它們收入舊約正典之中。除《偽經》外，當時流傳的還有十四、五卷《旁經》或《次經》，寫於西元前200年到西元後100年，大體上準確地反映了兩約之間的宗教、政治和社會情況。由於其中詮釋有異，所以猶太教和新教不接受旁經為正典。

## 一些認為是基督宗教偽經的著作

### 舊約時代偽經書目
- 以諾一書（=公元前二世紀至公元一世紀）
- 禧年書（約公元前135至105年）
- 西卜神諭篇卷三（Sibylline Oracles，約公元前二世紀或以後）
- 所羅門詩篇（Psalms of Solomon，約公元前50年）
- 摩西遺訓（Testament of Moses，或稱《摩西升天記》（Assumption of Moses），公元一世紀，可能基於公元前二世紀的文本編寫）
- 以賽亞殉道記（Martyrdom of Isaiah，公元一世紀）
- 死海古卷部分書卷（約公元前二世紀至公元一世紀，例如《戰卷》（The War Scroll））
- 亞當和夏娃的生平（或稱《摩西啟示錄》，約公元前一世紀至公元一世紀）
- 亞伯拉罕遺訓（Testament of Abraham，公元一世紀）
- 以諾二書（II Enoch，公元一世紀）

### 新約時代偽經書目
- 多馬福音
- 腓力福音
- 猶大福音
- 彼得福音
- 埃及人福音
- 抹大拉的馬利亞福音
- 黑馬福音
- 水徒行紀

### 中世紀偽經書目
- 巴拿巴福音

## 外部連結
- Online Critical Pseudepigrapha Online texts of the Pseudepigrapha in their original or extant ancient languages
- Smith, Mahlon H. Pseudepigrapha （页面存档备份，存于） entry in Into His Own: Perspective on the World of Jesus online historical source book, at VirtualReligion.net
- Journal for the Study of the Pseudepigrapha （页面存档备份，存于） official website